# Bloqueio por endereço de IP

Exemplo de símbolo utilizado para bloqueio de acesso.

O bloqueio de endereço IP é uma configuração de um serviço de rede que bloqueia solicitações de hosts com determinados endereços IP. O bloqueio de endereço IP é comumente usado para proteger websites, bancos de dados, servidores e aplicações contra ataques de força bruta e/ou ataques DDoS ("Ataques de negação de serviço").
O bloqueio de endereço IP pode também ser usado para restringir o acesso de uma área geográfica específica, por exemplo, para permitir a distribuição de conteúdo somente para uma região específica. Esse uso é conhecido por bloqueio geográfico. 

## Como funciona
Todo dispositivo conectado à Internet recebe um endereço IP único, que é necessário para permitir que os dispositivos se comuniquem entre si. Com o software apropriado no site host, o endereço IP dos visitantes do site pode ser registrado e também pode ser usado para determinar a localização geográfica do visitante.  
O registro de endereços de IP pode, por exemplo, monitorar se uma pessoa já visitou o site antes, se votou mais de uma vez. Também podendo monitorar seu padrão de visualização, há quanto tempo se está no site, além de outras utilidades.
Saber a geo-localização do visitante indica o país de origem em que foi realizada a conexão. Em alguns casos, as solicitações ou respostas de um determinado país seriam totalmente bloqueadas. O bloqueio geográfico tem sido usado, por exemplo, para atingir endereços IP nigerianos devido à percepção de que todos os negócios originários do país são fraudulentos, tornando extremamente difícil para empresas legítimas sediadas no país interagirem com suas contrapartes no resto do o mundo. Para fazer compras no exterior, os nigerianos precisaram contar com servidores proxy para disfarçar a verdadeira origem da solicitação enviada. 
Usuários da Internet podem contornar o bloqueio geográfico, a censura e proteger a identidade pessoal e a geo-localização utilizando uma conexão VPN. Lembrando que, a provedora da VPN ainda pode ter acesso ao seu histórico de conexão.
Em um site, um bloqueio de endereço IP pode impedir o acesso de um endereço malicioso, embora um aviso e/ou bloqueio de conta possam ser usados primeiro. A alocação dinâmica de endereços IP por Provedores de Acesso a Internet podem complicar o bloqueio de endereços IP fazendo a conexão, tornando difícil bloquear um usuário específico sem bloquear muitos endereços IP (intervalos de endereços IP), criando assim danos colaterais.

## Implementações
Os sistemas operacionais do tipo Unix comumente implementam o bloqueio de endereços IP utilizando-se de um TCP Wrapper, configurado pelos arquivos de controle de acesso ao host /etc/hosts.deny e /etc/hosts.allow .
Ambas as empresas e escolas que oferecem acesso de usuários remotos utilizam programas Linux como DenyHosts ou Fail2ban para proteção contra acessos não autorizados, permitindo o acesso remoto seguro. Também é utilizado para censura na Internet .

## Evitando o bloqueio de endereço
Servidores proxy e outros métodos podem ser usados para contornar o bloqueio de tráfego de endereços IP.  No entanto, estratégias contra proxies já estão disponíveis.
Em uma decisão judicial de 2013 dos Estados Unidos no caso Craigslist v. 3Taps, o juiz federal dos EUA Charles R. Breyer considerou que contornar um bloqueio de endereço de IP para acessar um site é uma violação da Lei de Fraude e Abuso de Computador (CFAA) para "acesso não autorizado", punível com danos civis (Exemplo da lei vigente nos Estados Unidos da América).